# إليفن سبورتس
إليفن سبورتس هي مجموعة تبث فاعلات رياضية وترفيهية يقع مقرها في لندن، المملكة المتحدة. تأسست الشركة في 2015م.